# モンテ・プレラ
モンテ・プレラ（Monte Prelà）、プレラ山は、アッペンニーノ・リーグレの1,407mの山で、コムーネはジェノヴァ県トッリーリアに属しモンテ・アントラの南にある。
その斜面からは、スクリーヴィア川とトレッビア川が発していて、ポー川左岸に合流している。